# Martine Gosselink
Martine Gosselink (Utrecht, 1969) is een Nederlandse kunsthistorica, conservatrice en tentoonstellingsmaakster. Gosselink is de directeur van het Mauritshuis in Den Haag.

## Scholing
Gosselink ging naar school aan het Gymnasium Bernrode in Heeswijk. Daarna volgde zij een opleiding kunstgeschiedenis aan de Universiteit van Amsterdam, waarbij ze ook vakken indologie aan de Universiteit Utrecht en koloniale geschiedenis aan de Universiteit Leiden volgde. Te Amsterdam studeerde ze bij Ernst van de Wetering af in de specialisatie 17e-eeuwse schilderkunst.

## Loopbaan
Haar carrière begon Gosselink als partner bij Alexander Art & Culture, waarna zij in 2001 het cultureel collectief De Nieuwe Collectie mede-oprichtte. Vanaf 2009 tot 2020 werkte zij als hoofd Geschiedenis bij het Rijksmuseum te Amsterdam. In die hoedanigheid was zij onder meer verantwoordelijk voor de tentoonstelling Goede Hoop (2017), over de relatie tussen Zuid-Afrika en Nederland en 80 Jaar Oorlog (2018) over de Tachtigjarige Oorlog. Onder haar supervisie werd ook een begin gemaakt met tentoonstellingen over slavernij en de Indonesische onafhankelijkheid. Vanaf 2020 is Gosselink directeur van het Mauritshuis, waar zij Emilie Gordenker opvolgde. Als hoofd Geschiedenis bij het Rijksmuseum werd Gosselink zelf opgevolgd door Valika Smeulders.
Naast haar werkzaamheden als museumdirecteur zetelt en zetelde Gosselink in tal van adviesraden, besturen en jury's. Zo zat Gosselink onder meer in de adviesraad Biografisch Portaal van het Huygens Instituut, de adviesraad van Het Grachtenhuis, en de adviesraad van de Nieuwe Kerk. Als bestuurslid was zij actief voor het KNHG, terwijl zij tussen 2012 en 2020 ook in de jury zat van de Libris Geschiedenisprijs. 

## Publicaties (selectie)
- Land in zicht. Vingboons tekent de wereld van de 17de eeuw (2007).
- New York Nieuw- Amsterdam. De Nederlandse oorsprong van Manhattan (2009).
- ‘Een laatste kopje thee. De ondergang van het retourschip de Zeelelie in 1795’ in: Erik van der Doe, Sailing Letters Journaals 5. Buitgemaakt en teruggevonden. Nederlandse brieven en scheepspapieren in een Engels archief (2013).
- Goede Hoop. Zuid-Afrika en Nederland vanaf 1600 (2017).
- 'Sporen in de stad: Mauritshuis' in: Esther Captain, Het koloniale en slavernijverleden van hofstad Den Haag (2022).

- CiNii: DA19179168
- Gemeinsame Normdatei: 139574018
- International Standard Name Identifier: 0000 0000 7822 0645
- Nationale Bibliotheek van Tsjechië: mzk2009535318
- Système universitaire de documentation: 114531277
- Virtual International Authority File: 100853261